# Deli Serdang
Deli Serdang là một huyện ở tỉnh Bắc Sumatra của Indonesia. Nó nằm phía đông nam của Medan, và cũng giáp thành phố Binjai, thủ phủ huyện là Lubukpakam, nằm khoảng 30 km về phía đông của Medan. Dân số điều tra dân số năm 2010 là 1.789.243 người.
Ranh giới của huyện:
- Về phía bắc: Huyện Langkat và eo biển Malacca.
- Phía Nam: huyện Karo và huyện Simalungun.
- Phía Đông: Huyện Asahan và eo biển Malacca
- Phía Tây: Huyện Karo và huyện Langkat

Deli Serdang có ba đồn điền sở hữu bởi London Sumatra (LONSUM). 

## Đơn vị hành chính
Huyện chính được chia thành 22 phó huyện hành chính (kecamatan):
Bangun Purba •
Batang Kuis •
Beringin •
Biru-Biru •
Deli Tua •
Galang •
Gunung Meriah •
Hamparan Perak •
Kutalimbaru •
Labuhan Deli •
Lubuk Pakam •
Namo Rambe •
Pagar Marbau •
Pancur Batu •
Pantai Labu •
Percut Sei Tuan •
Petumbak •
Sibolangit •
Sinembah Tanjungmuda Hulu •
Sinembah Tanjungmuda Hilir •
Sunggal •
Tanjung Morawa